# Бејблејд (1. сезона)
Аниме серија Бејблејд из 2001. године је адаптација истоимене манге, која је сама по себи базирана на чиграма/играчкама компаније Takara Tomy. Серија је настала у продукцији студија Madhouse и оригинално се емитовала у Јапану од 8. јануара, до 24. децембра 2001. године на каналу TV Tokyo. 
У Србији, серија Бејблејд се 2005. године у синхронизованом облику емитовала на каналима Канал Д и РТС 2, узимајући за основу америчку синхронизацију. Преведене су све епизоде, касније продаване на 12 ДВД-јева. 
У јапанском оригиналу, уводну и завршну шпицу отпевао је бенд System-B (песме: Fighting Spirits-SONG FOR BEYBLADE и Cheer Song). Енглеска синхронизација, и притом наша, користила је песму  Let's Beyblade! као уводну и завршну шпицу.
Ова сезона је прва од три сезоне из „оригиналне саге,” и следи је Бејблејд В-сила, која је такође синхронизована на српски.

## Списак епизода
| Бр. еп. (укупно) | Бр. еп. (у сезони) | Енглески наслов (титл) / Енглески наслов (синхр.) Јапански наслов | Српски наслов                                | Премијера           |
| ---------------- | ------------------ | ----------------------------------------------------------------- | -------------------------------------------- | ------------------- |
| 1                | 1                  | / (爆転バトル、ゴー·シュート!)                                    | Отимач блејдова                              | 8. јануар 2001.     |
| 2                | 2                  | / (ほえろ青龍! ドラグーン誕生!)                                   | Дан змаја                                    | 15. јануар 2001.    |
| 3                | 3                  | / (新しき友、その名はマックス)                                    | Да ли је веровати Максу?                     | 22. јануар 2001.    |
| 4                | 4                  | / (開幕! バトルトーナメント!)                                     | Почетак квалификација                        | 29. јануар 2001.    |
| 5                | 5                  | / (激突! マックスカイ)                                            | Повратак Драсила                             | 5. фебруар 2001.    |
| 6                | 6                  | / (吹き荒れろ!ドラグーンストーム!)                                | Змајева олуја                                | 12. фебруар 2001.   |
| 7                | 7                  | / (タカオカイ、宿命の対決!)                                       | Тринаест свећица                             | 19. фебруар 2001.   |
| 8                | 8                  | / (結成! チーム、世界へ)                                          | Блејдинг на улици                            | 26. фебруар 2001.   |
| 9                | 9                  | / (新たなる聖獣、白虎族)                                          | Разметање у Хонг Конгу                       | 5. март 2001.       |
| 10               | 10                 | / (駆け上がれ! アジア大会!)                                       | Битка на небу                                | 12. март 2001.      |
| 11               | 11                 | / (レイ、白虎を失う!)                                             | Збогом моја звери                            | 19. март 2001.      |
| 12               | 12                 | / (さらばチーム!)                                                 | Збогом Блејдоломци                           | 26. март 2001.      |
| 13               | 13                 | / (さけべレイ! うなれ白虎!)                                       | Погнути тигар, скривени лав                  | 2. април 2001.      |
| 14               | 14                 | / (不戦敗? 分断のチーム!)                                         | Трка се наставља                             | 9. април 2001.      |
| 15               | 15                 | / (決戦! アジアの頂点をかけて!)                                   | Поход на злато                               | 16. април 2001.     |
| 16               | 16                 | / (白虎山猫)                                                      | Мој непријатељ, мој пријатељ                 | 23. април 2001.     |
| 17               | 17                 | / (ファイナルバトル! 漆黒の稲妻!)                                 | Поравњавање рачуна                           | 30. април 2001.     |
| 18               | 18                 | / (負けるな! 小さなブレーダー)                                    | Звезда је рођена                             | 7. мај 2001.        |
| 19               | 19                 | / (上陸、新たな戦場!)                                             | Под микроскопом                              | 14. мај 2001.       |
| 20               | 20                 | / (戦慄のアメリカン·パワー!)                                      | Све је релативно                             | 21. мај 2001.       |
| 21               | 21                 | / (特訓! 新しき力を求めて)                                        | Вежбањем до савршенства                      | 28. мај 2001.       |
| 22               | 22                 | / (大統領世界選抜!)                                               | Блејдинг са славнима                         | 4. јун 2001.        |
| 23               | 23                 | / (開幕!アメリカ大会)                                             | Обрачун у Вегасу                             | 11. јун 2001.       |
| 24               | 24                 | / (アメリカンヒーロー マイケルの力!)                              | Живео Лас Вегас                              | 18. јун 2001.       |
| 25               | 25                 | / (準決勝、超高速サーキット!)                                     | Мојим путем или аутопутем                    | 25. јун 2001.       |
| 26               | 26                 | / (激突! アメリカ大会決勝戦)                                      | Ухвати звезде падалице                       | 2. јул 2001.        |
| 27               | 27                 | / (灼熱のスコーピオン!!)                                          | Борба за Америку                             | 9. јул 2001.        |
| 28               | 28                 | / (決着! アメリカ大会!!)                                          | Дно деветог круга                            | 16. јул 2001.       |
| 29               | 29                 | / ( 熱き戦いの軌跡)                                               | Свирај то опет, Дизи                         | 23. јул 2001.       |
| 30               | 30                 | / (聖獣を従える者)                                                | Крстарење за варење                          | 30. јул 2001.       |
| 31               | 31                 | / (ヨーロッパ、波乱の旅立ち)                                      | Зов Лондона                                  | 6. август 2001.     |
| 32               | 32                 | / (強襲! 闇のブレーダー!)                                         | Тама на крају тунела                         | 13. август 2001.    |
| 33               | 33                 | / (黒い影の軍団)                                                  | Последњи окршај у Паризу                     | 20. август 2001.    |
| 34               | 34                 | / (華麗なる聖獣使い)                                              | Уметнички напад                              | 27. август 2001.    |
| 35               | 35                 | / (コロッセオの決闘!)                                             | Кад си у Риму... играј                       | 3. септембар 2001.  |
| 36               | 36                 | / (倒せ!アンピスバイナ)                                           | Већ виђено свуда око нас                     | 10. септембар 2001. |
| 37               | 37                 | / (女王陛下のブレーダー)                                          | Витез за памћење                             | 17. септембар 2001. |
| 38               | 38                 | / (結成!最強のユーロチーム)                                       | Изазов у Олимпији                            | 24. септембар 2001. |
| 39               | 39                 | / (決めろ! 勝利への力)                                            | Величанствена борба... величанствена победа? | 1. октобар 2001.    |
| 40               | 40                 | / (決勝の地ロシア)                                                | Врела борба у хладном граду                  | 8. октобар 2001.    |
| 41               | 41                 | / (いまわしき記憶の扉)                                            | Сенке прошлости                              | 15. октобар 2001.   |
| 42               | 42                 | / (最強を望む者)                                                  | Привучен тамом                               | 22. октобар 2001.   |
| 43               | 43                 | / (悪夢のセレモニーマッチ)                                        | Живи и пусти Каја да влада                   | 29. октобар 2001.   |
| 44               | 44                 | / (さらばカイ!)                                                   | Кајев одлазак                                | 5. новембар 2001.   |
| 45               | 45                 | / (バイカル湖の決闘)                                              | Пробијање леда                               | 12. новембар 2001.  |
| 46               | 46                 | / (ボーグ襲来!)                                                   | Први ударац                                  | 19. новембар 2001.  |
| 47               | 47                 | / (再会!ユーロチーム)                                             | Лекција за Тајсона                           | 26. новембар 2001.  |
| 48               | 48                 | / (カイの選択)                                                    | Победа у поразу                              | 3. децембар 2001.   |
| 49               | 49                 | / (白虎の叫び)                                                    | Налет опаког ветра                           | 10. децембар 2001.  |
| 50               | 50                 | / (雪原の黙示録)                                                  | Ново и сајбер-усавршено                      | 17. децембар 2001.  |
| 51               | 51                 | / (ベイブレードよ永遠に!)                                         | Завршно отварање карата                      | 24. децембар 2001.  |

##### Српска ДВД издања
| ДВД | ДВД                         | Наслов ДВД-а    | Година издања | Епизоде | Реф.  |
| --- | --------------------------- | --------------- | ------------- | ------- | ----- |
|     | 1                           | Отимач блејдова | 2005.         | 1-4     | [ 1 ] |
| 2   | Змајева олуја               | 2005.           | 5-8           | [ 2 ]   |       |
| 3   | Битка на небу               | 2005.           | 9-12          | [ 3 ]   |       |
| 4   | Погнути тигар, скривени лав | 2005.           | 13-16         | [ 4 ]   |       |
| 5   | Звезда је рођена            | 2005.           | 17-20         | [ 5 ]   |       |
| 6   | Обрачун у Вегасу            | 2005.           | 21-24         | [ 6 ]   |       |
| 7   | Ухвати звезде падалице      | 2005.           | 25-28         | [ 7 ]   |       |
| 8   | Свирај то опет, Дизи!       | 2005.           | 29-32         | [ 8 ]   |       |
| 9   | Последњи окршај у Паризу    | 2005.           | 33-36         | [ 9 ]   |       |
| 10  | Изазов у Олимпији           | 2005.           | 37-40         | [ 10 ]  |       |
| 11  | Сенке прошлости             | 2005.           | 41-44         | [ 11 ]  |       |
| 12  | Пробијање леда              | 2005.           | 45-51         | [ 12 ]  |       |

## Спољашњи извори
- Прва сезона Бејблејда на енциклопедији сајта